# Saqqez
Saqqez (a volte traslitterato Saghez; in curdo Seqiz‎; in persiano سقز‎) è il capoluogo dello shahrestān di Saqqez, circoscrizione Centrale, nella provincia iraniana del Kurdistan. Aveva, nel 2006, 131.349 abitanti.